# Sheva
Sheva (hebreo: שוא Shva, antigua shĕwa/shĕva) es un Niqud vocálico, representado por dos puntos verticales "ְ" debajo de una letra. En hebreo moderno, indica cualquiera de las dos pronunciaciones dadas (e, o ausencia de vocal, Ø).

## Tipos
El Niqud hebreo sheva representa cuatro entidades gramaticales. En antiguas formas del hebreo, estas entidades eran fonológica y fonéticamente distinguibles. Sin embargo, la fonología del hebreo moderno ha hecho dos variantes fonéticas del Sheva, "e" o mudo "Ø", que no se ajusta a la pronunciación tradicional. Ejemplo, el (primer) Sheva Naj en la palabra "קִמַּטְתְ" se pronuncia /e/ (/Ki'matet/), en lugar de ser muda, mientras que la Sheva Na en זְמַן (tiempo) se pronuncia /z'man/.
Tradicionalmente, en la mayoría de los accidentes gramaticales de la Sheva, son cuatro entidades gramaticales, ya sea como "Sheva Naj" (en hebreo:שְׁוָא נָח) o "Sheva Na" (en hebreo:שְׁוָא נָע), mientras que en algunos casos se les llama "Sheva Merajef" (en hebreo:שְׁוָא מְרַחֵף), y en relación con el debate tiberiano (del 700 al 1500 d. C.), algunas Shevas como la "Sheva Ga'ya" (en hebreo:שְׁוָא גַּעְיָה).

### Sheva Na - שְׁוָא נָע
La Sheva Na es un tipo de sheva tradicional del idioma hebreo. Se encuentra en la tradicional lingüística hebrea como un indicador de la forma básica de una palabra y brevemente se convirtió en vocal de inflexión y del fonema /e/ o /∅/(ver "Pronunciación en hebreo moderno") en el habla y la escritura.

### Sheva Naj - שְׁוָא נָח
La Sheva Naj es un tipo de sheva tradicional del idioma hebreo. 
Indica la ausencia de vocal (/Ø/). Salvo en algunos casos excepcionales, cuando las shevas que no cumplan los criterios para la detección de otro tipo de sheva se hace Sheva Naj.

### Sheva Merajef - שְׁוָא מְרַחֵף
La sheva merajef está por encima de los criterios para la detección de una sheva na, por ejemplo, si está en una letra antes de una vocal, es, por tanto, una sheva merajef, pero cuando la forma básica de la palabra es una vocal, la flexión de la sheva fue sustituida.

### Sheva Ga'ya - שְׁוָא גַּעְיָה
La sheva ga'ya denota una sheva que está en una letra. Se pone de relieve, y, en consecuencia, la condición de "plena vocal". A diferencia de la sheva na, es una vocal pequeña, por ejemplo: la sheva en la palabra "בהונות" ("dedos") que suele ser una sheva na y sería /e/, como aquí 
que comienza con la letra ב la sheva ga'ja está marcada, el sheva es un sheva ga'ja y se pronuncia /o/.

## Pronunciación en hebreo moderno
En hebreo moderno, la sheva puede pronunciarse como /e/ o /Ø/ a pesar de su clasificación tradicional como Sheva Naj (שְׁוָא נָך) y Sheva Na (שְׁוָא נָע), se mostrarán en la tabla algunos ejemplos. En fin, se puede traducir como: a, e, ' y Ø (sin embargo, se la puede transliterar como ə o; esto es engañoso, ya que nunca se pronuncia /ə/, la vocal [ə] no existe en hebreo moderno).
En hebreo moderno, se pronuncia /e/ bajo algunas reglas:
| Condición para la pronunciación /e/ de la sheva del hebreo israelí | Ejemplos                                   | Ejemplos                                         | Ejemplos                            | Ejemplos de la sheva muda (esta condición no se aplica) | Ejemplos de la sheva muda (esta condición no se aplica) | Ejemplos de la sheva muda (esta condición no se aplica) |
| Condición para la pronunciación /e/ de la sheva del hebreo israelí | In Hebreo                                  | IPA                                              | en español                          | In Hebreo                                               | IPA                                                     | en español                                              |
| --- | ------------------------------------------ | ------------------------------------------------ | ----------------------------------- | ------------------------------------------------------- | ------------------------------------------------------- | ------------------------------------------------------- |
| |                                            |                                                  |                                     |                                                         |                                                         |                                                         |
| Cuando está debajo de la primera de las dos letras, ambas representan la misma consonante o las consonantes con el mismo Punto de articulación: | שָׁכְחוּ                                       | /ʃaχeˈχu/ (Shajeˈju)                             | Olvidaron                           | מָכְרוּ                                                    | /maχˈru/ (Majˈru)                                       | Vendieron                                               |
| Cuando está debajo de la primera de las dos letras, ambas representan la misma consonante o las consonantes con el mismo Punto de articulación: | שָׁדַדְתְּ                                       | /ʃaˈdadet/ (Shaˈdadet)                           | Robada                              | שָׁלַלְתְּ                                                    | /ʃaˈlalt/ (Shaˈlalt)                                    | Negada                                                  |
| |                                            |                                                  |                                     |                                                         |                                                         |                                                         |
| Cuando está debajo de la primera de las dos letras de una palabra, las letras se pueden pronunciar así: י (/y (sin yeísmo)/), ל (/l/), מ (/m/), נ (/n/) o ר (/r/): | נְמָלִים                                      | /nemaˈlim/ (Nemaˈlim)                            | Hormigas                            | גְּמָלִים                                                   | /gmaˈlim/ (G'maˈlim)                                    | Camellos                                                |
| |                                            |                                                  |                                     |                                                         |                                                         |                                                         |
| Cuando está debajo de la primera de las dos letras de una palabra, la segunda letra es: א (/ʔ/), ה (/h/) o ע (/ʕ/ o /ʔ/): | תְּאָרִים                                      | /teaˈrim/ (Teaˈrim)                              | Títulos                             | מִתְאָרִים                                                  | /mitʔaˈrim/ (mit'aˈrim)                                 | Esbozo                                                  |
| Cuando está debajo de la primera de las dos letras de una palabra, la segunda letra es: א (/ʔ/), ה (/h/) o ע (/ʕ/ o /ʔ/): | תְּאָרִים                                      | /teaˈrim/ (Teaˈrim)                              | Títulos                             | תְּמָרִים                                                   | /tmaˈrim/                                               | Dátil de la Palmera Datilera                            |
| |                                            |                                                  |                                     |                                                         |                                                         |                                                         |
| Cuando está debajo de la primera letra de una palabra, representa el prefijo-morfemas 1. ב (/be/)= entre otros, expresa "en", 2. ו (/ve/) = "y", 3. כ (/ke/) = entre otros "ya que" or "aproximadamente", 4. ל (/le/) = entre otros "para", dativo y marca el prefijo verbal infinitivo, 5. ת (/te/) es el prefijo verbal de futuro: | בְּרֵיחָהּ                                      | /berejˈχa/ (Bereyˈja)                            | En su (fem.) aroma                  | בְּרֵיכָה                                                   | /brejˈχa/ (Breyˈja)                                     | piscina                                                 |
| Cuando está debajo de la primera letra de una palabra, representa el prefijo-morfemas 1. ב (/be/)= entre otros, expresa "en", 2. ו (/ve/) = "y", 3. כ (/ke/) = entre otros "ya que" or "aproximadamente", 4. ל (/le/) = entre otros "para", dativo y marca el prefijo verbal infinitivo, 5. ת (/te/) es el prefijo verbal de futuro: | וְרוּחָהּ                                      | /veruˈχa/ (Veruˈja)                              | Y su (fem.) espíritu                | וְרוּדָה                                                   | /vruˈda/ (vruˈda)                                       | Rosada                                                  |
| Cuando está debajo de la primera letra de una palabra, representa el prefijo-morfemas 1. ב (/be/)= entre otros, expresa "en", 2. ו (/ve/) = "y", 3. כ (/ke/) = entre otros "ya que" or "aproximadamente", 4. ל (/le/) = entre otros "para", dativo y marca el prefijo verbal infinitivo, 5. ת (/te/) es el prefijo verbal de futuro: | כְּרָזָה                                       | /keraˈza/ (Keraˈaza)                             | Es una persona delgada              | כְּרָזָה                                                    | /kraˈza/ (kraˈza)                                       | Póster                                                  |
| Cuando está debajo de la primera letra de una palabra, representa el prefijo-morfemas 1. ב (/be/)= entre otros, expresa "en", 2. ו (/ve/) = "y", 3. כ (/ke/) = entre otros "ya que" or "aproximadamente", 4. ל (/le/) = entre otros "para", dativo y marca el prefijo verbal infinitivo, 5. ת (/te/) es el prefijo verbal de futuro: | לְפָּרִיז                                      | /lepaˈriz/ (lePaˈriz)                            | a París                             |                                                         |                                                         |                                                         |
| Cuando está debajo de la primera letra de una palabra, representa el prefijo-morfemas 1. ב (/be/)= entre otros, expresa "en", 2. ו (/ve/) = "y", 3. כ (/ke/) = entre otros "ya que" or "aproximadamente", 4. ל (/le/) = entre otros "para", dativo y marca el prefijo verbal infinitivo, 5. ת (/te/) es el prefijo verbal de futuro: | תְּבַלֵּה                                       | /tevaˈle/ (tevaˈle)                              | Tendrán un buen momento             | תְּבַלּוּל                                                   | /tvaˈlul/ (Tvaˈlul)                                     | Catarata                                                |
| |                                            |                                                  |                                     |                                                         |                                                         |                                                         |
| En el hebreo estándar hablado sí hay unos fonemas mencionados anteriormente: ב (/be/), ו (/ve/), כ (/ke/), ל (/le/) o ת (/te/) o uno de los morfemas מ (/mi/) ("de") o ש (/ʃe (She)/) ("eso") es adherido como un prefijo para una palabra, sin que esta comience con un prefijo con una letra marcada con la sheva pronunciada (/e/) bajo las ya mencionadas condiciones, esta sheva mantendrá su sonido pronunciación-/e/ también con el prefijo: | מִרְוָחִים                                     | /mirevaˈχim/ (Mirevaˈjim)                        | De espacios en blanco               | מִרְוָחִים\|                                                | /mirvaˈχim/ (Mirvaˈjim)\|                               | Intervalos                                              |
| En el hebreo estándar hablado sí hay unos fonemas mencionados anteriormente: ב (/be/), ו (/ve/), כ (/ke/), ל (/le/) o ת (/te/) o uno de los morfemas מ (/mi/) ("de") o ש (/ʃe (She)/) ("eso") es adherido como un prefijo para una palabra, sin que esta comience con un prefijo con una letra marcada con la sheva pronunciada (/e/) bajo las ya mencionadas condiciones, esta sheva mantendrá su sonido pronunciación-/e/ también con el prefijo: | estándar: מֵרְוָחִים /merevaˈχim/ (Merevaˈjim) |                                                  |                                     | מִרְוָחִים\|                                                | /mirvaˈχim/ (Mirvaˈjim)\|                               | Intervalos                                              |
| En el hebreo estándar hablado sí hay unos fonemas mencionados anteriormente: ב (/be/), ו (/ve/), כ (/ke/), ל (/le/) o ת (/te/) o uno de los morfemas מ (/mi/) ("de") o ש (/ʃe (She)/) ("eso") es adherido como un prefijo para una palabra, sin que esta comience con un prefijo con una letra marcada con la sheva pronunciada (/e/) bajo las ya mencionadas condiciones, esta sheva mantendrá su sonido pronunciación-/e/ también con el prefijo: | לְאֲרָיוֹת וְלְנְמֵרִים יֵשׁ פַּרְוָה                     | /learaˈjot velenemerim…/ (learaˈyot velenemerim) | Los leones y tigres tienen piel     | estándar: וּלְנְמֵרִים /…ulnemˈerim…/ (Ulnemˈerim)\|         | estándar: וּלְנְמֵרִים /…ulnemˈerim…/ (Ulnemˈerim)\|         | estándar: וּלְנְמֵרִים /…ulnemˈerim…/ (Ulnemˈerim)\|         |
| En el hebreo estándar hablado sí hay unos fonemas mencionados anteriormente: ב (/be/), ו (/ve/), כ (/ke/), ל (/le/) o ת (/te/) o uno de los morfemas מ (/mi/) ("de") o ש (/ʃe (She)/) ("eso") es adherido como un prefijo para una palabra, sin que esta comience con un prefijo con una letra marcada con la sheva pronunciada (/e/) bajo las ya mencionadas condiciones, esta sheva mantendrá su sonido pronunciación-/e/ también con el prefijo: | וְכְּיְלָדִים שִׂחַקְנוּ בַּחוּץ                         | /vekejelaˈdim…/ (vekeyelaˈdim)                   | Y cómo los niños que jugaron afuera | standard: וּכְיְלָדִים /uχjelaˈdim…/ (ujyelaˈdim)            | standard: וּכְיְלָדִים /uχjelaˈdim…/ (ujyelaˈdim)            | standard: וּכְיְלָדִים /uχjelaˈdim…/ (ujyelaˈdim)            |
| |                                            |                                                  |                                     |                                                         |                                                         |                                                         |
| (Usuales – ver Contraejemplos) cuándo está debajo de una letra media, después la pronunciación de una consonante se pronuncia: | אִשְׁפְּזוּ                                      | /iʃpeˈzu/ (Ishpeˈzu)                             | Hospitalizados                      | /iʃ pzur ˈda.at/ (Ishpzurˈda.at)                        | Un hombre abstraído                                     |                                                         |
| (Usuales – ver Contraejemplos) cuándo está debajo de una letra media, después la pronunciación de una consonante se pronuncia: | אִשְׁפְּזוּ                                      | /iʃpeˈzu/ (Ishpeˈzu)                             | Hospitalizados                      | Contraejemplos                                          |                                                         |                                                         |
| (Usuales – ver Contraejemplos) cuándo está debajo de una letra media, después la pronunciación de una consonante se pronuncia: | אִשְׁפְּזוּ                                      | /iʃpeˈzu/ (Ishpeˈzu)                             | Hospitalizados                      | /aŋgˈlit/ (Anygˈlit)                                    | Inglés                                                  |                                                         |
| (Usuales – ver Contraejemplos) cuándo está debajo de una letra media, después la pronunciación de una consonante se pronuncia: | אִשְׁפְּזוּ                                      | /iʃpeˈzu/ (Ishpeˈzu)                             | Hospitalizados                      | /naʃˈpriʦ/ (Nashˈprits)                                 | Rociaremos                                              |                                                         |

## Tiempos vocálicos
Al añadir el sheva por debajo de la letra, la vocal es muy corta.
| Nombre          | Símbolo | Hebreo israelí  | Hebreo israelí          | Hebreo israelí |
| Nombre          | Símbolo | IPA             | Sonido                  | Ejemplo        |
| --------------- | ------- | --------------- | ----------------------- | -------------- |
| Sheva           | ְ        | /ɛ/ o /Ø/       | apóstrofo, e, o ninguno | bella          |
| Segol Reducido  | ֱ        | /ɛ/             | e                       | marea          |
| Pataj Reducido  | ֲ        | [a]             | a                       | María          |
| Kamatz Reducido | ֳ        | /ɔ (o abierta)/ | o                       | no             |

### Tabla comparativa
| Tabla de comparación de vocales                                       | Tabla de comparación de vocales                                       | Tabla de comparación de vocales                                                                           | Tabla de comparación de vocales                                                                           | Tabla de comparación de vocales                                                                           | Tabla de comparación de vocales                                                                           |
| Duración de vocal (fonéticamente no manifestado en el Hebreo Israelí) | Duración de vocal (fonéticamente no manifestado en el Hebreo Israelí) | Duración de vocal (fonéticamente no manifestado en el Hebreo Israelí)                                     | IPA | Sonido | Ejemplo                                                                                                   |
| Larga                                                                 | Corta                                                                 | Muy corta                                                                                                 | IPA | Sonido | Ejemplo                                                                                                   |
| --------------------------------------------------------------------- | --------------------------------------------------------------------- | --- | --- | --- | --- |
| ָ                                                                      | ַ                                                                      | ֲ | [a] | a | spa |
| ֵ                                                                      | ֶ                                                                      | ֱ | [ɛ] | e | temple |
| וֹ                                                                     | ָ                                                                      | ֳ | [ɔ] | o | no |
| וּ                                                                     | ֻ                                                                      | n/a | [u] | u | nunca |
| יִ                                                                     | ִ                                                                      | n/a | [i] | i | mi |
| Nota I:                                                               | Nota I:                                                               | Si se añaden dos puntos verticales (sheva) ְ la vocal es muy corta.                                        | Si se añaden dos puntos verticales (sheva) ְ la vocal es muy corta.                                        | Si se añaden dos puntos verticales (sheva) ְ la vocal es muy corta.                                        | Si se añaden dos puntos verticales (sheva) ְ la vocal es muy corta.                                        |
| Nota II:                                                              | Nota II:                                                              | La o corta y la a larga tienen el mismo niqud.                                                            | La o corta y la a larga tienen el mismo niqud.                                                            | La o corta y la a larga tienen el mismo niqud.                                                            | La o corta y la a larga tienen el mismo niqud.                                                            |
| Nota III:                                                             | Nota III:                                                             | La o corta es usualmente promovido a una o larga en la escritura israelí en las aras de la desambiguación | La o corta es usualmente promovido a una o larga en la escritura israelí en las aras de la desambiguación | La o corta es usualmente promovido a una o larga en la escritura israelí en las aras de la desambiguación | La o corta es usualmente promovido a una o larga en la escritura israelí en las aras de la desambiguación |
| Nota IV:                                                              | Nota IV:                                                              | La u corta es usualmente promovida a una u larga en la escritura israelí en las aras de la desambiguación | La u corta es usualmente promovida a una u larga en la escritura israelí en las aras de la desambiguación | La u corta es usualmente promovida a una u larga en la escritura israelí en las aras de la desambiguación | La u corta es usualmente promovida a una u larga en la escritura israelí en las aras de la desambiguación |

## Unicode
| Glifo | Unicode | Nombre       |
| ----- | ------- | ------------ |
| ְ      | U+05B0  | SHEVA        |
| ֱ      | U+05B1  | HATEF SEGOL  |
| ֲ      | U+05B2  | HATEF PATAH  |
| ֳ      | U+05B3  | HATEF QAMATS |

- Datos: Q122491
- Multimedia: Shva / Q122491